# Steppevorkstaartplevier
De steppevorkstaartplevier (Glareola nordmanni) is een vogel uit de familie der renvogels en vorkstaartplevieren (Glareolidae). De vogel werd in 1842 beschreven door Johann Gotthelf Fischer von Waldheim en als eerbetoon naar de Finse natuuronderzoeker  Alexander von Nordmann genoemd.

## Kenmerken
De vogel is 24 tot 28 cm lang. De steppevorkstaartplevier lijkt sterk op de verwante vorkstaartplevier (Glareola pratincola). Beide vogelsoorten hebben een sternachtig uiterlijk. De vleugels zijn van boven donker grijsbruin met zwarte slagpennen. Van onder is de vogel licht gekleurd; kenmerkend is een lichte, okerkleurige vlek onder de snavel, begrensd door een smalle donkere rand. De borst is grijs, geleidelijk naar de buik overgaand in wit.
Het verschil met de vorkstaartplevier is lastig in het veld te zien. Steppevorkstaartplevieren hebben een egaal gekleurde vleugel (vorkstaartplevier heeft een smalle witte achterrand), de ondervleugel is egaal zwart, de staart is iets korter en de snavel is zwart met minder rood op de ondersnavel dan bij de vorkstaartplevier.

## Verspreiding en leefgebied
Deze soort komt voor in een min of meer aansluitend verspreidingsgebied dat reikt van het uiterste van zuidoostelijk Europa (Oekraïne, Zuid-Rusland) tot in centraal Azië. De vogel overwintert op bepaalde plaatsen in Sub-Saharisch Afrika.
Het broedgebied bestaat uit open landschappen zoals zoutvlakten, steppe, weiland, geploegd akkerland, oevers langs meren. De steppevorkstaartplevier broedt vaker in de buurt van water en in relatief ruiger begroeid landschap dan vorkstaartplevier. Tijdens de trek en in de overwinteringsgebieden wordt de vogel aangetroffen in hooggelegen graslanden,maar ook in draslanden en moddervlakten in het laagland.

### Voorkomen in West-Europa
De vogel is dwaalgast in West-Europa. In Nederland zijn 23 bevestigde waarnemingen van voor het jaar 2000 en 21 tussen 2000 en 2021

## Status
De grootte van de populatie wordt in 2021 geschat op 150.000 tot 190.000 volwassen individuen. De steppevorkstaartplevier gaat in aantal achteruit. De oorzaken van deze achteruitgang zijn niet helemaal duidelijk, maar hebben te maken met verlies aan leefgebied door het omzetten van steppegebieden in akkerland en andere vormen van intensivering van de landbouw. Om deze redenen staat de steppevorkstaartplevier als gevoelig op de Rode Lijst van de IUCN.

## Galerij
- 2018: Steppevorkstaartplevier gespot in Gelderland